# Eunidia transversefasciata
Eunidia transversefasciata là một loài bọ cánh cứng trong họ Cerambycidae.